# Oséas Reis dos Santos
Oséas Reis dos Santos (n. 14 mai 1971, Salvador, Bahia, Brazilia) este un fost fotbalist brazilian.
În 1996, Oséas a jucat 2 meciuri pentru echipa națională a Braziliei.

## Statistici
| Brazilia | Brazilia | Brazilia |
| An       | Meciuri  | Goluri   |
| -------- | -------- | -------- |
| 1996     | 2        | 0        |
| Total    | 2        | 0        |